# The Man Who Sold His Skin
The Man Who Sold His Skin is een internationaal gecoproduceerde film uit 2020, geregisseerd door Kaouther Ben Hania. De plot is geïnspireerd op het werk Tim (2006) van de Belgische hedendaagse kunstenaar Wim Delvoye. De film werd geselecteerd als de Tunesische inzending voor de beste internationale speelfilm bij de 93e editie van de Oscars, en kwam op de shortlist van vijftien films. In maart 2021 werd hij genomineerd voor de beste internationale speelfilm.
De film ging in première in de sectie Horizons op het 77e Internationale Filmfestival van Venetië. Yahya Mahayni won er de prijs voor beste acteur.

## Plot
Sam en Abeer zijn verloofd. In Raqqa worden ze van elkaar gescheiden door de Syrische burgeroorlog. Terwijl hij zijn toevlucht zoekt in Libanon, dwingt haar familie haar met een rijkere man te trouwen en met hem naar Brussel te verhuizen. In zijn wanhopige zoektocht naar geld en de benodigde papieren om naar Europa te reizen  om haar te redden, aanvaardt Sam dat een van de meest controversiële hedendaagse kunstenaars in het Westen zijn rug tatoeëert als een visum voor de Schengenzone. Zijn eigen lichaam verandert in een levend kunstwerk en prompt wordt hij tentoongesteld in een museum. Sam beseft snel dat hij meer heeft verkocht dan alleen zijn huid.

## Inspiratie
De film is geïnspireerd op het kunstwerk Tim dat Wim Delvoye in 2006 maakte. Het atypische kunstwerk bestond eruit dat Delvoye de rug van een jongeman (Tim Steiner) tatoeëerde en het 'werk' verkocht. De verkoop houdt in dat bij het overlijden van Tim de tatoeage wordt uitgesneden en aan de koper bezorgd.

## Cast
| Acteur           | Personage            |
| ---------------- | -------------------- |
| Yahya Mahayni    | Sam Ali              |
| Dea Liane        | Abeer                |
| Koen De Bouw     | Jeffrey Godefroy     |
| Monica Bellucci  | Soraya Waldy         |
| Saad Lostan      | Ziad                 |
| Darina Al Joundi | Sam's moeder         |
| Jan Dahdouh      | Hazem                |
| Christian Vadim  | William              |
| Wim Delvoye      | verzekeringsmakelaar |

## Onderscheidingen
- Internationaal filmfestival Venetië (12 september 2020): beste acteur (Yahya Mahayni) + nominatie voor beste film in de categorie Horizons.
- Internationaal filmfestival Stockholm (19 november 2020): beste scenario + nominatie voor bronzen paard